# Rembrandtprijs voor Literatuur en Kunst
De Rembrandtprijs voor Literatuur en Kunst was een prijs die tussen de jaren 1935 en 1944 werd toegekend op initiatief van de Hamburgse graanhandelaar en mecenas Alfred Toepfer.

## Geschiedenis
Na de Eerste Wereldoorlog, werd Toepfer welvarend door zijn activiteiten in de graanhandel. Hij besliste voortaan een aantal culturele activiteiten financieel te ondersteunen. Het ging om wat meer algemeen als Nederduitse kunst, cultuur, natuurbehoud en milieu kon worden omschreven, te situeren binnen de geografische omschrijving Nederland, Vlaanderen en enkele Duitse 'länder'.
In 1931 richtte hij de Stifting F.v.S. op. De cryptische naam kon gelezen worden als Friedrich von Schiller of Freiherr von Stein. Langs dit kanaal organiseerde hij het mecenaat ten gunste van laureaten van de door zijn stichting ingerichte prijzen.
In 1935 stichtte hij, als onderdeel van de hoofdstichting, de Hanseatische Stiftung fü Literatur und Kunst, die als opdracht kreeg een Rembrandtprijs te organiseren voor personen of instellingen die het voortouw namen in het bevorderen van de Nederduitse cultuur, in Nederland en Vlaanderen.
Toepfer moest echter vaststellen dat, sinds de nationaalsocialisten het Duitse Rijk in handen hadden, hij niet meer dezelfde vrijheid had als voordien. Hij moest de Rembrandtprijs in handen geven van de Universiteit van Hamburg, die onder de voogdij van de Duitse overheid stond. De jury die de Rembrandtprijs toekende, bestond uit nazi's of nazi-vriendelijke personen.
Dit had tot gevolg dat de zeer gekleurde toekenningen het onmogelijk maakten om hiermee na de Tweede Wereldoorlog nog door te gaan. De Rembrandtprijs werd opgedoekt. Pas in 1960, en tot in 2000, werd een Joost van den Vondelprijs opgericht, die in grote lijnen dezelfde doelstellingen nastreefde, maar naast Nederlanders en Vlamingen, voortaan ook Duitsers met de prijs vereerde.
Anderzijds werd in 1965 ook een nieuwe Rembrandtprijs ingesteld, die werd toevertrouwd aan een ander Toepfer-initiatief, de in Bazel gevestigde Wolfgang von Goethe Stiftung. Nu was het doel om Europese beeldende kunstenaars te lauweren. Deze stichting werd in 1982 opgeheven.

## Laureaten
De laureaten van de eerste Rembrandtprijs waren:
- 1936: René De Clercq (postuum), Stijn Streuvels en Cyriel Verschaeve
- 1937: de redactie van het Oud-Fries Woordenboek
- 1938: Willem Mengelberg
- 1939: Henry Luyten
- 1940: Antoon Coolen (die de prijs weigerde) en Rafaël Verhulst
- 1942: Felix Timmermans
- 1943: Jan de Vries

De laureaten van de tweede Rembrandtprijs waren:
- 1965: Albert Servaes
- 1969: Jozef Vinck
- 1972: Paul Delvaux